# Újezd u Brna
Újezd u Brna, bis 1951 Újezd u Sokolnic (deutsch Aujest) ist eine Stadt in Tschechien. Sie liegt 14 Kilometer südöstlich des Stadtzentrums von Brno und gehört zum Okres Brno-venkov. Nördlich der Stadt um den Pracký kopec (Pratzeberg) befindet sich das Schlachtfeld der Schlacht bei Austerlitz.

## Geographie
Újezd befindet sich im Südmährischen Tiefland beiderseits der Litava (Littawa). Nordöstlich erhebt sich der Hügel stará hora (307 m) und nördlich der Pracký kopec (324 m).
Nachbarorte sind Prace im Norden, Hostěrádky-Rešov und Šaratice im Nordosten, Otnice im Südosten, Nesvačilka im Süden, Žatčany im Südwesten, Telnice und Sokolnice im Westen sowie Kobylnice im Nordwesten.

## Geschichte
Die erste urkundliche Erwähnung von Ugezdec findet sich in einer Urkunde des Bischofs Heinrich Zdik, die um die Jahreswende 1141/42 gefertigt wurde und ein Güterverzeichnis des Bistums Olmütz enthält. Eine zuvor angenommene Ersterwähnung aus dem Jahre 1131 wurde 1978 widerlegt. Ab 1320 lässt sich die Pfarrkirche und ab 1391 der Weinberg nachweisen. 1388 verpfändete Bischof Nikolaus von Riesenburg Újezd an Jobst von Mähren, der das Dorf an das Kammerhut Spielberg anschloss. Zu dieser Zeit hatte der Wein eine solche Qualität, dass Nikolaus von Riesenburg sich diesen aus Újezd und Modřice liefern ließ. In den Hussitenkriegen fiel Újezd wüst und wurde ab der Mitte des 15. Jahrhunderts wiederbesiedelt.
Seit dem Anfang des 17. Jahrhunderts bestanden in Újezd zwei Freihöfe sowie der Flammener und der Pruskauer Hof. 1783 wurde der Flammener Hof parzelliert und das Dorf Reichmannsdorf angelegt. 1786 entstand auf dem Pruskauer Hof die Ansiedlung Sternhof. 1834 bestand Újezd aus 50 Häusern und hatte 272 Einwohner. Am 15. September 1909 wurde Újezd durch Kaiser Franz Joseph I. zum Marktflecken erhoben. 1950 erfolgte der Zusammenschluss von Újezd, Rychmanov und Šternov. Ein Jahr später wurde der Name des Ortes von Újezd u Sokolnic in Újezd u Brna geändert. 1953 lebten in dem Ort 2887 Menschen. Bis 1960 gehörte Újezd zum Okres Slavkov und seit dem zum Okres Brno-venkov. Seit dem 14. Dezember 2005 ist Újezd u Brna eine Stadt.

## Gemeindegliederung
Für die Stadt Újezd u Brna sind keine Ortsteile ausgewiesen. Die Stadt besteht aus den Ortslagen Rychmanov (Reichmannsdorf), Šternov (Sternhof) und Újezd (Aujest).

## Sehenswürdigkeiten
- Grabhügel des Friedens (mohyla míru) auf dem Pracký kopec (Pratzeberg).
- Kapelle des Hl. Antonius von Padua auf dem Hügel Křiby, erbaut 1703 auf dem Pfarrweinberg
- katholische Kirche St. Peter und Paul, erbaut 1845
- evangelische Kirche in Rychmanov, erbaut 1906
- Glockenturm St. Kyrill und Method